# غرنتتشستر (كامبريدجشير)
غرنتتشستر (بالإنجليزية: Grantchester)‏ هي قرية و أبرشية مدنية تقع في المملكة المتحدة في كامبريدجشير. يقدر عدد سكانها بـ 540 نسمة .

## أعلام
- آرشي لينغ
- جريجوري بيتسون